# Gary Neiwand
Gary Malcolm Neiwand (Melbourne, 4 de septiembre de 1966) es un deportista australiano que compitió en ciclismo en la modalidad de pista, especialista en las pruebas de velocidad y keirin.
Participó en cuatro Juegos Olímpicos de Verano, entre los años 1988 y 2000, obteniendo en total cuatro medallas: bronce en Seúl 1988 en la prueba de velocidad individual, plata en Barcelona 1992 en velocidad individual y en Sídney 2000 plata en keirin y bronce en velocidad por equipos (junto con Sean Eadie y Darryn Hill).
Ganó cinco medallas en el Campeonato Mundial de Ciclismo en Pista entre los años 1991 y 1996.

## Medallero internacional
| Juegos Olímpicos   | Juegos Olímpicos         | Juegos Olímpicos  | Juegos Olímpicos         |
| Año                | Lugar                    | Medalla           | Competición              |
| ------------------ | ------------------------ | ----------------- | ------------------------ |
| 1988               | Seúl (Corea del Sur)     | Medalla de bronce | Velocidad individual     |
| 1992               | Barcelona (España)       | Medalla de plata  | Velocidad individual     |
| 2000               | Sídney (Australia)       | Medalla de plata  | Keirin                   |
| 2000               | Sídney (Australia)       | Medalla de bronce | Velocidad por equipos    |
| Campeonato Mundial |                          |                   |                          |
| Año                | Lugar                    | Medalla           | Competición              |
| 1991               | Stuttgart (Alemania)     | Medalla de bronce | Velocidad individual (A) |
| 1993               | Hamar (Noruega)          | Medalla de oro    | Velocidad individual     |
| 1993               | Hamar (Noruega)          | Medalla de oro    | Keirin                   |
| 1996               | Mánchester (Reino Unido) | Medalla de oro    | Velocidad por equipos    |
| 1996               | Mánchester (Reino Unido) | Medalla de plata  | Keirin                   |